# Moussa Faki
Moussa Faki Mahamat (en arabe : موسى فكي محمد, Mūsā Fakī Muḥammad), né le 21 juin 1960 à Biltine au Tchad, est un homme politique tchadien. Il est premier ministre du 24 juin 2003 au 3 février 2005, puis ministre des Affaires étrangères de 2008 à 2017. Il est président de la Commission de l'Union africaine du 30 janvier 2017 au 15 février 2025.

## Biographie
Son père, un marabout qui enseignait le Coran aux jeunes dans le Ouaddaï (la région d’Abéché), est un Zaghawa, alors que sa mère est issue de la communauté arabe de la région de Biltine (Nord-Est).
Moussa Faki Mahamat est un fidèle du président Idriss Déby Itno (même s'il n’est pas à ses côtés lors du putsch de décembre 1991), membre de longue date du Mouvement patriotique du Salut (MPS). Il est le directeur du cabinet civil d’Idriss Déby, puis de sa campagne présidentielle en 2001, avant de faire son entrée au gouvernement, en 2002 au poste de ministre des Travaux publics et des Transports. Il est nommé Premier ministre en juin 2003 mais démissionne en février 2005, puis passe deux ans aux États-Unis pour apprendre l’anglais, avant de rejoindre le Conseil économique, social et culturel en 2007.
Il réintègre le gouvernement en 2008 à la tête du ministère des Affaires étrangères, où il reste jusqu'en 2017.

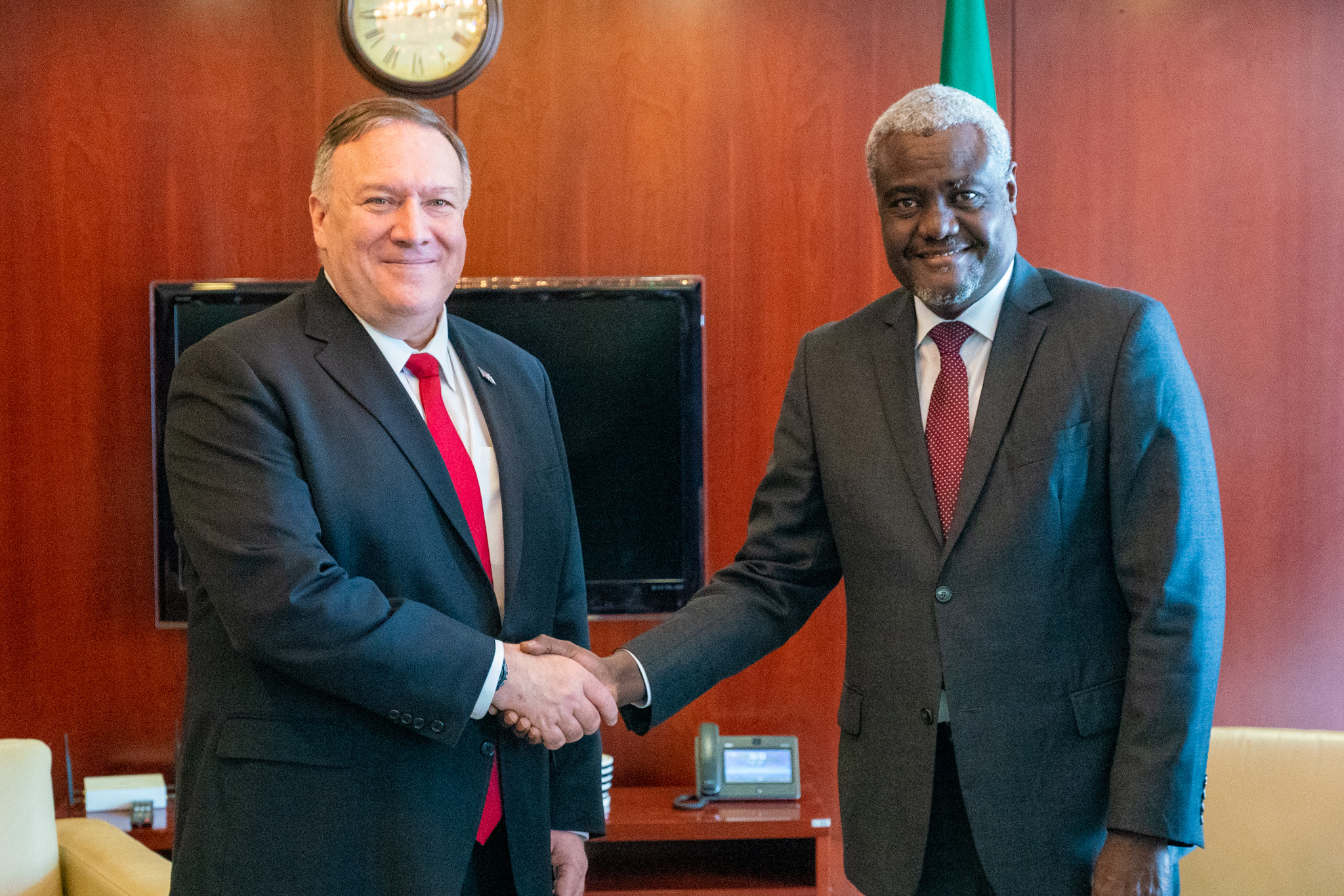
Faki rencontre le Secrétaire d'État des États-Unis Mike Pompeo à Addis-Abeba, Éthiopie le 18 février 2020.

Moussa Faki est le candidat proposé par la Communauté économique des États d'Afrique centrale (CEEAC) pour la présidence de la Commission de l'Union africaine. Il bénéficie du soutien de plusieurs pays en raison de l'action du Tchad contre le terrorisme islamiste, que ce soit dans le Sahel ou contre Boko Haram dans la région du lac Tchad. Faki est aussi soutenu par défaut par plusieurs pays qui rejettent Abdoulaye Bathily, le candidat sénégalais, lequel défend le retour du Maroc au sein de l'Union africaine. Faki est élu au septième tour du scrutin face à la candidate kenyane Amina Mohamed et prend la succession de la Sud-Africaine Dlamini-Zuma, à la tête de la Commission de l'Union africaine depuis 2012.

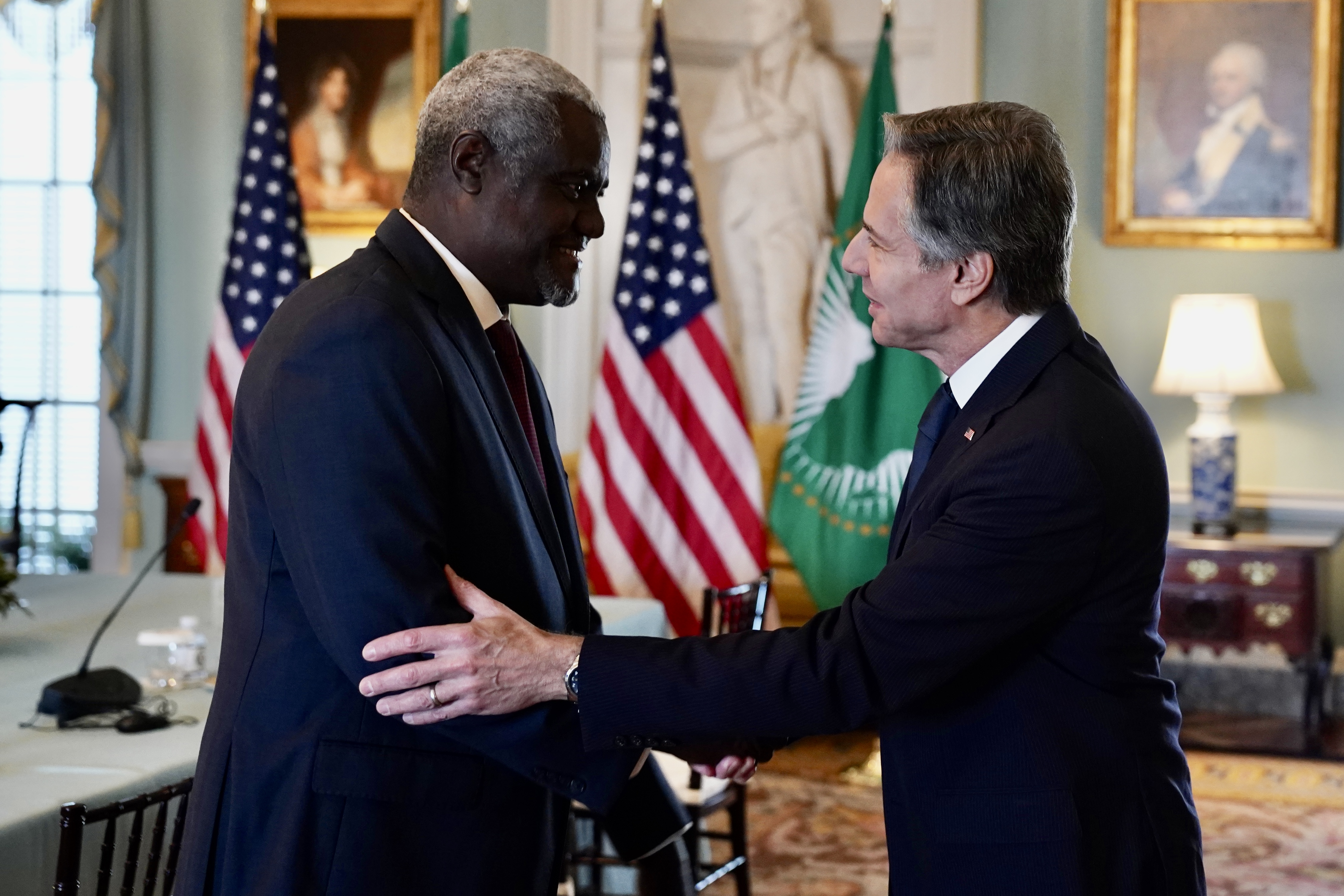
Faki avec le secrétaire d'État américain Antony Blinken en mars 2022.

Faki est décrit comme un proche de la diplomatie du Qatar avec laquelle il est en contact régulier.
En février 2021, Moussa Faki, seul candidat en lice, est réélu à la présidence de la commission de l'Union africaine pour un mandat de 4 ans. La Rwandaise Monique Nsanzabaganwa est élue adjointe.
Ses relations avec le chef de la junte au Tchad, Mahamat Idriss Déby sont décrites comme « exécrables » car Mahamat Idriss Déby le soupçonne de vouloir se présenter contre lui à l'élection présidentielle prévue pour la fin de la période de transition, soit probablement 2024,.
Atteint par la limite du nombre de mandats à la présidence de la commission de l'UA, Moussa Faki ne peut se représenter et le 15 février 2025, le Djiboutien Mahamoud Ali Youssouf est élu pour lui succéder,.

## Distinctions
- Commandeur de l'Ordre de la Grande Étoile de Djibouti (2025)[10].